# Olav-Thon-Stiftung
Olav-Thon-Stiftung (inoffizieller Name; auf Norwegisch: Olav Thon Stiftelsen) ist eine Wirtschafts- und philanthropische Stiftung in Oslo, Norwegen, und die größte dieses Landes.
Die Stiftung wurde am 10. Dezember 2013 in Oslo gegründet, als Olav Thon seine Anteilsscheine der Olav-Thon-Gruppe überführte. Die Stiftung ist damit ein bedeutender Akteur norwegischer Wirtschaft und einer der größten Immobilienbesitzer Norwegens.
Zusätzlich zur Verwaltung der Gruppe hat die Stiftung den Zweck, Forschung des mathematisch-naturwissenschaftlichen Fachgebietes und der Medizin zu unterstützen. Insgesamt soll die Stiftung jährlich fünfzig Millionen norwegischer Kronen ausschütten, die Hälfte davon für die Forschung. Dies geschieht unter anderem mit bis zu zehn jährlichen Forschungspreisen mit einem Preisgeld von je 500.000 Kronen für hervorragende wissenschaftliche Leistungen norwegischer, als auch ausländischer Forscher und jährlich mit einem internationalen Forschungspreis mit einem Preisgeld von fünf Millionen Kronen.

## Preisträger
Seit 2015 wird der internationale Forschungspreis der Olav Thon Foundation vergeben.
- 2015: Judith Campisi vom Buck Institute in Novato, Kalifornien, für ihre bahnbrechenden Entdeckungen zum Verständnis der zellulären Seneszenz, ein Vorgang bei dem Zellen ihre Teilungsfähigkeit verlieren, wenn sie gestresst werden.
- 2016: Jean-Pierre Changeux vom Institut Pasteur in Paris, Frankreich, für seine Pionierarbeit auf dem Gebiet der Molekularbiologie und der Neurowissenschaften.
- 2017: Jan Hoeijmakers von der Erasmus-Universität Rotterdam, Niederlande, für seine Arbeiten zur DNA-Reparatur[3]
- 2018: Riitta Hari von der Universität Aalto, für ihre Beiträge zur Hirnforschung[4]
- 2019: Lene Vestergaard Hau von der Harvard University, für ihre Arbeiten zur Laserforschung[5]
- 2020: Vilhelm Bohr vom National Institute on Aging, für seine Arbeiten zur DNA-Reparatur[6]
- 2021: Eske Willerslev von der Universität Kopenhagen für seine Arbeiten zur Evolution des Menschen
- 2022: Anders M. Dale von der University of California, San Diego, für seine Arbeiten zu Diagnose und Therapie des Morbus Alzheimer[7]